# Тъмно минало
„Тъмно минало“ (на английски: A History of Violence) е американски криминален трилър филм от 2005 г. на режисьора Дейвид Кронънбърг. Сценарият, написан от Джош Олсън, е базиран на едноименния графичен роман от 1997 г. на Джон Уагнър и Винс Лок. Премиерата е на 16 май 2005 г. на кинофестивала в Кан, а по кината в САЩ и България филмът излиза съответно на 23 септември и 11 ноември 2005 г.

## Актьорски състав
| Актьор         | Роля                   |
| -------------- | ---------------------- |
| Виго Мортенсен | Том Стол / Джоуи Кюсак |
| Мария Бело     | Иди Стол               |
| Ед Харис       | Карл Фогарти           |
| Уилям Хърт     | Ричи Кюсак             |
| Ащън Холмс     | Джак Стол              |
| Питър Макнийл  | шериф Сам Карни        |
| Стивън Макхати | Лиланд Джоунс          |
| Грег Брик      | Били Орсър             |
| Кайл Шмид      | Боби                   |

## Награди и номинации
| Категория                                             | Номиниран(и)                                  | Резултат               |
| Оскар (5 март 2006 г.)                                | Оскар (5 март 2006 г.)                        | Оскар (5 март 2006 г.) |
| ----------------------------------------------------- | --------------------------------------------- | ---------------------- |
| Най-добър адаптиран сценарий                          | Джош Олсън                                    | номинация              |
| Най-добра поддържаща мъжка роля                       | Уилям Хърт                                    | номинация              |
| Награда на БАФТА (19 февруари 2006 г.)                |                                               |                        |
| Най-добър адаптиран сценарий                          | Джош Олсън                                    | номинация              |
| Златен глобус (16 януари 2006 г.)                     |                                               |                        |
| Най-добър филм – драма                                | Най-добър филм – драма                        | номинация              |
| Най-добра актриса в драматичен филм                   | Мария Бело                                    | номинация              |
| Сателит (17 декември 2005 г.)                         |                                               |                        |
| Най-добър филм – драма                                | Най-добър филм – драма                        | номинация              |
| Най-добър актьор в драматичен филм                    | Виго Мортенсен                                | номинация              |
| Най-добра актриса в поддържаща роля в драматичен филм | Мария Бело                                    | номинация              |
| Сатурн (2 май 2006 г.)                                |                                               |                        |
| Най-добър екшън, приключенски или трилър филм         | Най-добър екшън, приключенски или трилър филм | номинация              |
| Най-добър актьор                                      | Виго Мортенсен                                | номинация              |
| Най-добър актьор в поддържаща роля                    | Уилям Хърт                                    | номинация              |
| Емпайър (13 март 2006 г.)                             |                                               |                        |
| Най-добър трилър филм                                 | Най-добър трилър филм                         | номинация              |
| Най-добър актьор                                      | Виго Мортенсен                                | номинация              |